# モダーン今夜
モダーン今夜は、7人編成の日本のバンド。ボーカル、ギター、ベース、ピアノ、ドラム、ホーン隊、ヴァイオリン、パーカッションという大所帯編成で、メンバーは一番多い時で11人在籍。

## 来歴
2000年頃 - ボーカルの永山マキが日本大学芸術学部の同級生らと大学があった駅名江古田にちなんで「江古田モダン」を結成。 文芸学科、映画学科、放送学科、デザイン学科からユニークなメンバーが集まった。結成当初はアース・ウィンド・アンド・ファイアーのカバー等をしていたが、メンバーにオリジナルを書く事をすすめられ、永山の創作活動がはじまる。
2001年頃 - 江古田に限定したくない、という当時のメンバーの強い希望から、「モダーン今夜」に改名。 都内ライブハウスにてライブ活動を活発化。この時加入したキーボード／タムと、ボーカル／永山マキが中心となって作曲するスタイルが定着していく。作詞はほぼ永山が担当。
2002年 - MOTELBLEUにスカウトされる。
2003年 - 1stミニアルバム『赤い夜の足音』をリリース。
2004年 - 2ndミニアルバム『青空とマント』をリリース。HMVインディーズチャート全国2位に。渋谷HMVインディーズチャート8週連続1位
2005年 - 3rdアルバム『愛しいリズム』をリリース。BARFOUT! presents 『authentica frontier』ミュージック&カルチャー・マガジンBARFOUT!監修コンピレーションCDに参加。
2008年 - 4thアルバム『天気の存在する理由』をリリース。
2011年 - サウンド作りの核であったキーボード／タムが脱退。坂野あゆみ産休。以後、モダーン今夜nanoとして、中編成にてゆるやかに（年に1回程）活動継続。 永山とイシイはiima（イーマ）として音楽活動を継続。

## 作品
- 1st 赤い夜の足音(2003年)
- 2nd 青空とマント(2004年)
- 3rd 愛しいリズム(2005年)
- 4th 天気の存在する理由(2008年)
- ミニアルバム MODERN TIMES(2009年)

## タイアップ
- 『星屑サンバ』（『赤い夜の足音』収録） - ユナイテッドアローズのキャンペーンCMソング
- 『あのフレーズ』「サンポポ」（各『青空とマント』収録） - ユナイテッドアローズのキャンペーンCMソング
- 『名犬ジョディー』（『青空とマント』収録） - テレビ朝日系列「朝いち!!やじうま」2005年1・2月のテーマ曲

## 受賞歴
- 2010年 - 音楽 NY Putumayo『Jazz Playground compilation』"oyatsunojikan"で参加  Jazz Playground spring 2010 Parents' Choice Gold Award 受賞